# Pour le Mérite

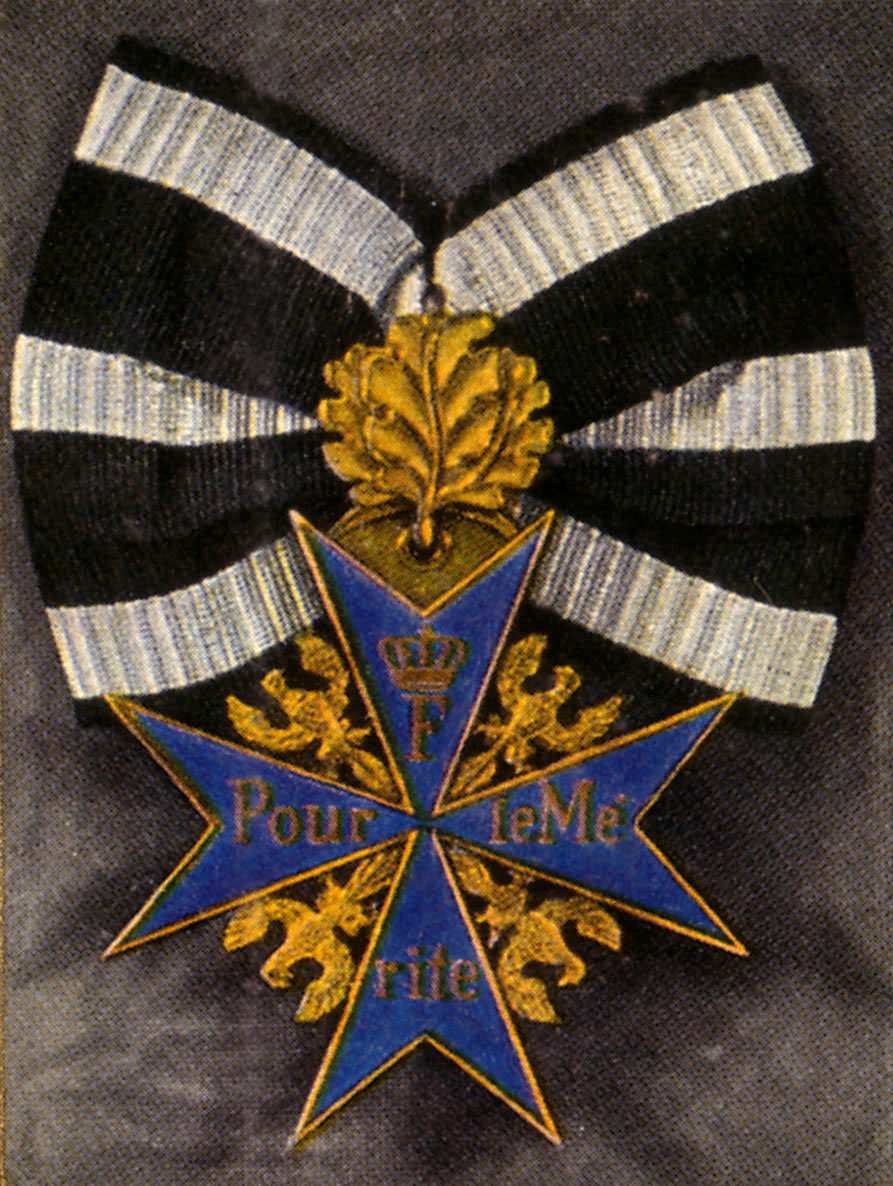
Орден Pour le Merite з дубовим листям

«За заслуги» (фр. Pour le Mérite) — орден, який протягом 1740—1918 років був найвищою військовою нагородою Королівства Пруссія. Тепер — цивільна нагорода, нагородження якою здійснюється Федеральним президентом Німеччини. Розповсюджена назва нагороди — «Блакитний Макс» (нім. Blauer Max).

## Історія
Був започаткований 1740 року пруським королем Фрідріхом Великим з нагоди сходження на престол для відзначення військових та цивільних діячів королівства за особливі заслуги перед короною. Орден отримав франкомовну назву, оскільки саме французька мова була основною мовою тогочасного пруського королівського двору.

Стрічка ордена з дубовим листям.

1810 року тодішній король Пруссії Фрідріх Вільгельм III змінив статут ордена, який став виключно військовою нагородою. Однак уже 1842 року король Фрідріх Вільгельм IV започаткував окрему цивільну версію ордена — «За заслуги в науці і мистецтві» (нім. Pour le Mérite für Wissenschaften und Künste). У листопаді 1918 року усі ордени, що існували в Німецькій імперії, були скасовані канцлером Веймарської республіки. 1922 року цивільну версію ордена було відновлено, в наступному його статут декілька разів переглядався, наразі нагородження цим орденом здійснюється президентом Німеччини.

## Опис
Нагородний знак військового ордену Pour le Mérite являє собою хрест, який носять на нашийній орденській стрічці. Хрест — мальтійський, з роздвоєними кінцями, з лицьового і зворотного боків вкритий емаллю блакитного кольору. На кінцях хреста з лицьового боку золоті написи: на верхньому — вензель засновника нагороди «F», на горизонтальних та нижньому — «POUR LE MERITE». В кутах між кінцями хреста — золоті орли.
Орденська стрічка для носіння ордена на шиї — шовкова, муарова, чорного кольору зі срібною смужкою по центру.
З огляду на довгу історію нагороди, а також на той факт, що виготовлення орденського хреста доручалося декільком ювелірним компаніям, його зовнішній вигляд з часом зазнавав змін, іноді суттєвих. Зокрема, змінювалися фігури орлів, розташованих в кутах хреста, та шрифт нанесення напису на лицьовому боці. В залежності від періоду виготовлення орденського хреста та компанії-виробника його ширина та висота становили від 49 до 56 мм. Товщина хреста — від 2 до 3 мм.

## Різновиди

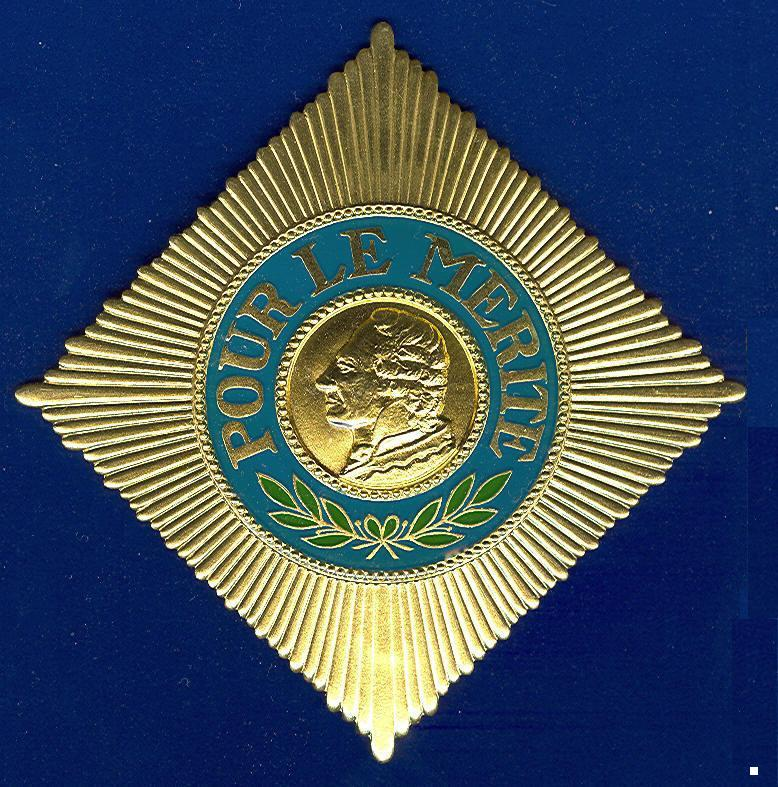
Орденська зірка Великого Хреста Pour le Mérite.

Формально військовий орден мав лише одну ступінь, однак з часом було введено декілька спеціальних елементів, покликаних надати нагороді особливого значення та додаткової цінності.
Зокрема, в березні 1813 року було введено золоте дубове листя, орден з цим додатковим елементом вручався за непересічні військові досягнення. Зазвичай його кавалерами ставали вищі військові чини, що здобули перемогу у важливій битві або зробили значний внесок у загальний воєнний успіх. При нагородженні орденом з дубовим листям до кільця орденського хреста приєднувався золотий декоративний елемент у формі трьох листків дуба.
У липні 1844 розпочалося нагородження короною до ордену Pour le Mérite, спеціальним елементом, який могли отримати особи, які на момент нагородження вже протягом 50 років були кавалерами цього ордену. До орденського хреста при нагородженні короною додавався декоративний елемент відповідної форми, виготовлений із золота.
Нарешті, 18 вересня 1866 року пруський король Вільгельм I започаткував особливий, найвищий, клас ордена, відомий як Великий Хрест Pour le Mérite. Нагородження орденом цього класу проводилося лише за життя Вільгельма I та було здійснене усього 5 разів. Орденський хрест цього класу був вдвічі більшим за розміром, ніж звичайний, у центрі хреста розташовувався портрет Фрідріха Великого. Крім нашийного орденського хреста кавалери Великого Хреста Pour le Mérite отримували орденську зірку для носіння на лівій стороні грудей. Орденська зірка мала квадратну форму і також портретне зображення Фрідріха Великого у центрі.

## Кавалери ордена

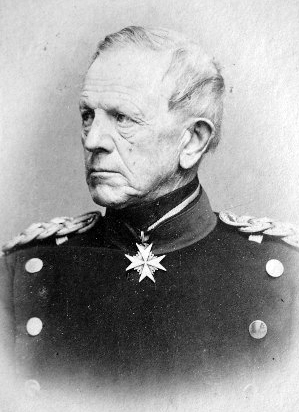
Генерал-фельдмаршал Гельмут фон Мольтке з Великим Хрестом Pour le Mérite на шиї.

Основну частину нагороджених військовим орденом Pour le Mérite складали пруські, пізніше — взагалі німецькі, генерали та офіцери. З огляду на статус ордена як найвищої нагороди за військові здобутки найбільш масово нагородження ним відбувалося в періоди, коли Пруссія, а згодом Німецька імперія, перебувала у стані війни. Зокрема, протягом Першої Світової війни загальна кількість нагороджених орденом Pour le Mérite сягнула 687 осіб.
Також кавалерами ордена часто ставали військовики держав-союзників Пруссії (Німеччини) у війні. Зокрема, у першій половині XIX століття масово нагороджувалися генерали і офіцери Російської імператорської армії, в роки Першої Світової війни кавалерами ордена стали воєноначальники Австро-Угорщини, Болгарії та Османської імперії.
Кавалерами ордену Pour le Mérite з дубовим листям протягом усього періоду існування нагороди стали трохи більше 200 вищих воєначальників пруської та союзних армії (наприклад, принц Ангальт-Кетен-Плесський Фердинанд Фрідріх (1796) — засновник Асканії Нова,  Ервін Роммель, що був тоді тільки обер-лейтенантом). Співставимою була й кількість осіб, які стали кавалерами Pour le Mérite з короною, тобто отримали такий додатковий елемент (корону) через 50 років після отримання ордену.
Кількість кавалерів Великого Хреста Pour le Mérite, нагородження яким здійснювалося протягом 1866—1879 років, складає лише п'ять осіб:
- Король Пруссії Вільгельм I (1866);
- Кронпринц Пруссії Фрідріх (1873);
- Принц Пруссії Фрідріх Карл (1873);
- Російський імператор Олександр II (1878);
- Генерал-фельдмаршал Гельмут фон Мольтке (1879);

## Цивільний орден Pour le Mérite

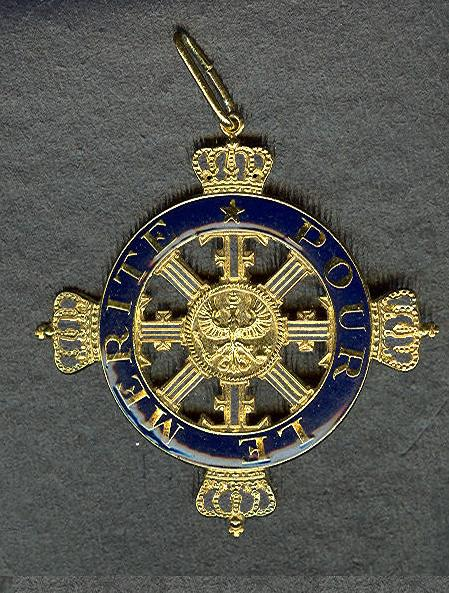
Цивільна версія ордену Pour le Mérite.

Започаткована 1842 року цивільна версія ордена вручається діячам науки та мистецтва. По суті кавалери цієї нагороди утворюють братство, подібне до лицарського ордену, відповідно до статуту якого максимальна кількість його членів не може перевищувати 60 осіб, у тому числі 30 дійсних членів з числа підданих Пруссії (пізніше — Німеччини) та 30 почесних членів з числа іноземних науковців та митців. Відразу ж після заснування нагороди у 1842 році було нагороджено 56 перших кавалерів цивільної версії ордена.
Серед 30 дійсних членів цивільного Ордену Pour le Mérite у рівній мірі (по 10 осіб) мають представлення гуманітарні науки, природничі науки та мистецтво. Аналогічна пропорція дотримується й при визначенні почесних (іноземних) членів цього «братства».
З огляду на обмеження максимальної кількості кавалерів цивільного ордена Pour le Mérite нове нагородження можливе лише у випадку появи «вакансії» внаслідок смерті одного з існуючих кавалерів нагороди, або її відкликання. Відкликання орденів були здійснені 1933 року після приходу до влади у Німеччині Нацистської партії, коли низка науковців і митців єврейської національності, включаючи Альберта Ейнштейна, були змушені повернути отримані раніше нагороди.
В Пруссії право нагородження цивільним орденом Pour le Mérite належало королю, який обирав нового кавалера нагороди серед трьох кандидатур, запропонованих Академією мистецтв та наук. В сучасній Німеччині нагородження здійснює федеральний президент країни, кандидатура визначається дійсними кавалерами цієї нагороди.
Зовнішній вигляд орденського знаку цивільної версії суттєво відрізняється від військової. Орденський знак виготовлюється із золота, має форму кола, з чотирьох боків оздобленого декоративними елементами у формі корон. По периметру кола нанесена емаль блакитного кольору, поверх якої здійснено напис «POUR LE MERITE». Всередині кола — декоративний орнамент з вензелів засновника нагороди Фрідріха Другого «F II», в центрі — зображення пруського орла.
Аналогічно до військового ордена орденський знак його цивільної версії носиться на нашийній стрічці чорного кольору зі срібною смужкою посередині.
4 осіб одержали військовий і цивільний ордени: Отто фон Бісмарк, Юліус фон Верді дю Вернуа, Герман фон Куль і Гельмут фон Мольтке.